# Palpimanus gibbulus
Palpimanus gibbulus ist eine Spinnenart aus der Familie Palpimanidae und lebt im südlichen Mittelmeerraum, sowie in Zentralasien.

## Merkmale
Die Art hat, wie auch andere Vertreter ihrer Familie, ein besonders großes erstes Beinpaar, das beim Laufen erhoben getragen wird und zum Ertasten der Umgebung, aber auch zum Überwältigen ihrer Beute dient. Dafür sind die Augen nur sehr schwach entwickelt. Ganz charakteristisch sind die sehr kleinen Tarsen des ersten Beinpaares. Die Weibchen werden bis 8 mm lang, die Weibchen 5 mm. Der Vorderkörper der Spinne ist schwarz, der Hinterleib ist rötlich bis rotbraun gefärbt. Der Körper ist überall mit feinen, hellen Härchen besetzt.

## Verbreitung und Lebensraum
Die Art kommt in Südeuropa beispielsweise auf der Iberischen Halbinsel vor, aber auch in Italien und Griechenland. Weiter verbreitet ist sie in Nordafrika. Außerdem kommt sie im westlichen bis zentralen Asien vor.

## Lebensweise
Die Netze dieser Art sind unregelmäßige Maschennetze, die unter Steinen und am Erdboden zu finden sind. Der Lebensraum dieser Art sind Macchie und Kiefernwälder. Die Art ernährt sich von anderen Spinnen und ist nachtaktiv. Bei der Jagd überwältigt sie auch größere Spinnen als sie selbst aus dem Hinterhalt und ist durch ihre dicke Cuticula gut geschützt gegen Bisse ihrer Beute.